# Société mycologique de France
Pour les articles homonymes, voir SMF.
La Société mycologique de France, le plus souvent désignée par son sigle (SMF), est une société savante ayant le statut d'association loi de 1901[réf. souhaitée], qui regroupe les mycologues français et francophones. Depuis 2023, le président en est Hervé Cochard.

## Histoire

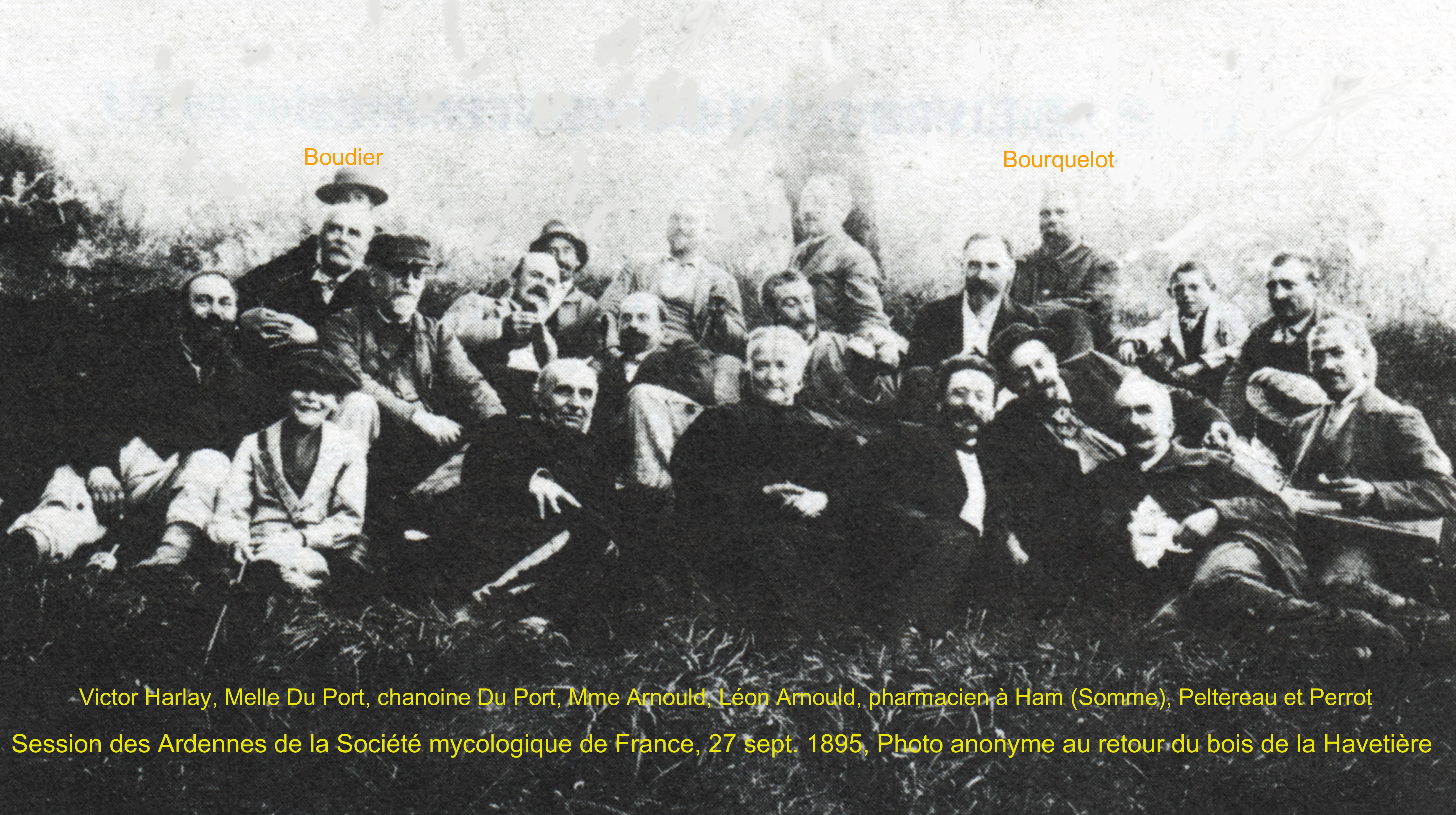

La Société botanique de France, fondée en 1853, a longtemps hébergé et donné son appui à la mycologie française adolescente, en publiant de nombreux articles relatifs aux champignons dans son Bulletin, jusqu'à la fondation de la revue Grevillea en 1872, revue qui couvre toute la cryptogamie. Puis, Casimir Roumeguère fonde une Revue mycologique en 1879, dans laquelle il fait une large publicité à la nouvelle Société mycologique en reproduisant dans le numéro du 15 janvier 1885, le premier compte-rendu de Session Générale tenue à Épinal.
Elle a été fondée en 1884 à Épinal dans les Vosges, sous le patronage de la Société d'émulation du département des Vosges, par un petit groupe de mycologues déjà célèbres, la plupart vosgiens, dont deux médecins, Lucien Quélet (1832-1889) et Antoine Mougeot (1815-1889), rejoints par deux pharmaciens, Émile Boudier (1828-1920) et Narcisse Patouillard (1854-1926), un enseignant, Lucien Forquignon, un ouvrier, Pillods, et plus tard par un autre docteur en médecine, René Ferry (1845-1924), le gendre de Roumeguère.
Le but de l'association est à l'origine assez limité, ressemblant étrangement à l'actuel programme d'Inventaire national des Mycota français : « Établir des relations entre les botanistes mycologues épars sur divers points du territoire français, centraliser leurs recherches et arriver ainsi à jeter les bases d'une flore cryptogamique complète de la France.»
C'est la première société mycologique au monde. Un an après sa création, elle rassemble déjà 128 membres fondateurs et trois ans plus tard, ils sont plus de 250. La plupart des membres fondateurs exerçaient des professions libérales : 
- 45 appartenant au "groupe médical" dont 26 médecins, 16 pharmaciens et 3 vétérinaires,
- 4 pour le « groupe judiciaire » (2 avoués, 1 juge, 1 notaire),
- 25 enseignants dont 15 professeurs, 6 instituteurs et 4 étudiants,
- 21 pour le « groupe administratif » dont 15 fonctionnaires, 3 officiers, 2 ingénieurs et 1 peintre,
- 15  « propriétaires »(dont Berkeley, Cooke, Kalchbrenner, Phillips, Rolland, Roumeguère, Schulzer...)

- Et seulement 13 membres de professions non-libérales: 7 industriels, 4 commerçants et 2 ouvriers.
- Enfin, elle s'ouvre aux amateurs, qui sont au nombre d'une centaine en 1885[6].

La prépondérance des professions libérales à cette époque tranche avec l'absence des membres de l'université de France, à l'inverse des membres fondateurs venus de l'étranger dont plusieurs sur les 14 sont des universitaires. Il est intéressant de noter également que les médecins vont être remplacés par des enseignants. Le siège et lieu de naissance excentré de la SMF à Épinal explique sans doute la majorité (66) des membres résident dans l'Est, contre 14 seulement en région parisienne sensu lato.
La liste des 128 membres fondateurs publiée dans le Bulletin n°1 (1885) contient deux membres honoraires (Berkeley, Kalchbrenner), trois membres à vie (Noël, Raoul, Veulliot), 109 membres titulaires et 14 membres correspondants.
En 1888, elle compte plus de 250 membres, aucune société analogue n'existant alors dans le pays.
Elle est reconnue d'utilité publique par un décret du 20 mars 1929.
Hébergée dans les années trente par l'Institut National Agronomique, rue Claude Bernard, puis longtemps à la galerie de Minéralogie du Muséum National d'Histoire Naturelle, rue Geoffroy-Saint-Hilaire, et enfin propriétaire grâce au legs Métrod, rue de l'Ermitage, et finalement au siège actuel, situé au 20 rue Rottembourg dans le 12e arrondissement de Paris.

## Quelques activités
- Excursions en forêt à la recherche de champignons encadrées par des mycologues,
- Séances de déterminations des récoltes,
- Exposition annuelle de champignons frais à Paris (généralement dans le pavillon n° 18 du parc floral de Paris).
- Congrès annuel en province : en 2014, celui-ci s'est tenu à Châtillon-sur-Seine, en 2015 à Massembre (Belgique), en 2016 à Égat, en 2017 à Nouan-le-Fuzelier, à Métabief (Doubs) en 2018 et à Lourdes en 2019. Une des flammes d'oblitération de la Roche-sur-Yon, ayant pour thème le congrès de la SMF tenu dans cette ville du 15 au 22 octobre 1993, représente deux champignons et la place Napoléon avec la statue de l'empereur et l'église Saint-Louis.
- Cours de mycologie et de microscopie pour les débutants,
- Accès au fichier de la SMF,
- Séquençage de champignons.

## Le fichier de la SMF
C'est un fichier informatisé sous Access qui contient plus de 18 000 espèces de champignons étudiés par les mycologues pour leur intérêt botanique, notamment ceux qui intéressent plus particulièrement les humains :
- 242 champignons comestibles
- 261 champignons toxiques
- 29 champignons mortels